# Rhadinaea
Rhadinaea is een geslacht van slangen uit de familie toornslangachtigen (Colubridae) en de onderfamilie Dipsadinae.

## Naam en indeling
De wetenschappelijke naam van de groep werd voor het eerst voorgesteld door Edward Drinker Cope in 1863. Er zijn 21 soorten, inclusief de pas in 2018 beschreven soort Rhadinaea nuchalis. Veel soorten de eerder tot het geslacht Rhadinaea werden gerekend, worden tegenwoordig aan Rhadinella toegekend. De slangen werden eerder aan andere geslachten toegekend, zoals Dromicus, Leimadophis en Contia.

## Verspreiding en habitat
Alle soorten komen voor in delen van Noord-, Midden- en Zuid-Amerika en leven in de landen Mexico, Guatemala, Belize, Nicaragua, Costa Rica, Panama, Colombia en Ecuador, mogelijk in El Salvador en Honduras. De habitat bestaat uit vochtige tropische en subtropische berg- en laaglandbossen, tropische en subtropische droge bossen en meer gematigde bossen. Ook in door de mens aangepaste streken zoals akkers, plantages en landelijke tuinen kunnen de dieren worden aangetroffen.

## Beschermingsstatus
Door de internationale natuurbeschermingsorganisatie IUCN is aan 20 soorten een beschermingsstatus toegewezen. Zeven soorten worden gezien als 'veilig' (Least Concern of LC), negen als 'onzeker' (Data Deficient of DD), een als 'kwetsbaar' (Vulnerable of VU) en een als 'gevoelig' (Near Threatened of NT). Drie soorten worden beschouwd als 'bedreigd' (Endangered of EN).

## Soorten
Het geslacht omvat de volgende soorten, met de auteur en het verspreidingsgebied.
| Naam                      | Auteur                                                                                  | Verspreidingsgebied                                                                                              |
| ------------------------- | --------------------------------------------------------------------------------------- | --- |
| Rhadinaea bogertorum      | Myers, 1974                                                                             | Mexico |
| Rhadinaea calligaster     | Cope, 1876                                                                              | Costa Rica, Panama                                                                                               |
| Rhadinaea cuneata         | Myers, 1974                                                                             | Mexico |
| Rhadinaea decorata        | Günther, 1858                                                                           | Mexico, Guatemala, Belize, Nicaragua, Costa Rica, Panama, Colombia, Ecuador, mogelijk in El Salvador en Honduras |
| Rhadinaea flavilata       | Cope, 1871                                                                              | Verenigde Staten                                                                                                 |
| Rhadinaea forbesi         | Smith, 1942                                                                             | Mexico |
| Rhadinaea fulvivittis     | Cope, 1875                                                                              | Mexico |
| Rhadinaea gaigeae         | Bailey, 1937                                                                            | Mexico |
| Rhadinaea hesperia        | Bailey, 1940                                                                            | Mexico |
| Rhadinaea laureata        | Günther, 1868                                                                           | Mexico |
| Rhadinaea macdougalli     | Smith & Langebartel, 1949                                                               | Mexico |
| Rhadinaea marcellae       | Taylor, 1949                                                                            | Mexico |
| Rhadinaea montana         | Smith, 1944                                                                             | Mexico |
| Rhadinaea myersi          | Rossman, 1965                                                                           | Mexico |
| Rhadinaea nuchalis        | García-Vázquez, Pavón-Vázquez, Blancas-Hernández, Blancas-Calva, Centenero-Alcalá, 2018 | Mexico |
| Rhadinaea omiltemana      | Günther, 1894                                                                           | Mexico |
| Rhadinaea pulveriventris  | Boulenger, 1896                                                                         | Costa Rica, Panama                                                                                               |
| Rhadinaea quinquelineata  | Cope, 1886                                                                              | Mexico |
| Rhadinaea sargenti        | Dunn & Bailey, 1939                                                                     | Panama |
| Rhadinaea taeniata        | Peters, 1863                                                                            | Mexico |
| Rhadinaea vermiculaticeps | Cope, 1860                                                                              | Panama |